# André Tacquet
André Tacquet (em latim: Andrea Tacquet; Antuérpia, 23 de junho de 1612 – Antuérpia, 22 de dezembro de 1660 foi um matemático e sacerdote jesuíta do Ducado de Brabante. Tacquet aderiu aos métodos da geometria de euclides e filsofia de Aristóteles e oposto ao métodos dos indivisíveis.

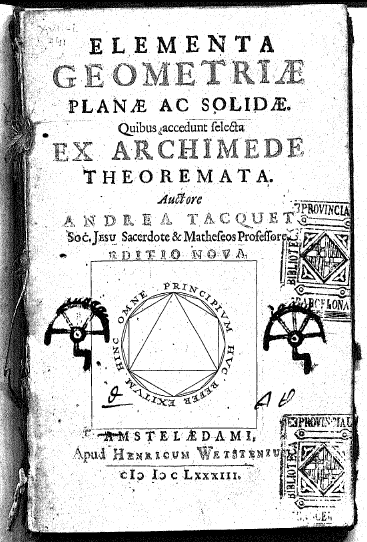
Elementa Geometriae...

## Vida e formação
André Tacquet nasceu em Antuérpia e entrou na ordem jesuíta em 1629. De 1631 a 1635 estudou matemática, física e lógica em Leuven. Dois de seus professores foram Grégoire de Saint-Vincent e François d'Aguilon.
Tacquet foi um matemático de fama internacional e seus trabalhos foram frequentemente reimpressos e traduzidos (para italiano e inglês). Sua obra mais famosa, que influenciou o pensamento de Blaise Pascal e seus contemporâneos, é Cylindricorum et annularium (1651). Neste livro Tacquet apresentou como um ponto móvel poderia gerar uma curva e as teorias de área e volume.

## Obras
- 1651: Cylindricorum et annularium libri IV (Antwerp) texto completo
- 1654: Elementa geometriae (Antuérpia)
- 1656: Arithmeticae theoria et praxis (Leuven)
- 1659: Cylindricorum et annularium liber V (Antuérpia) texto completo
- 1725: Elementa Euclideae, geometriae (Amsterdam) texto completo